# زینگ دیجیتال
زینگ دیجیتال (انگلیسی: Zing Digital) شرکت رسانه‌ای هندی است، که در سال ۲۰۱۵ تأسیس شد.